# تپه مرادویس
تپه مرادویس مربوط به عصر مس و سنگ - دوره اشکانیان - دوره ساسانیان - سده‌های میانه دوران‌های تاریخی پس از اسلام است و در شهرستان سرپل ذهاب، بخش مرکزی، دهستان حومه سرپل، ۷۰۰ متری سه راهی قره بلاغ به سر پل ذهاب، قصر شیرین، ۱ کیلومتری جنوب غرب روستای قره بلاغ شیخ مراد واقع شده و این اثر در تاریخ ۱۸ اسفند ۱۳۸۷ با شمارهٔ ثبت ۲۴۸۰۹ به‌عنوان یکی از آثار ملی ایران به ثبت رسیده است.